# 胡萝卜叶马先蒿
胡萝卜叶马先蒿（学名：Pedicularis daucifolia）是列当科马先蒿属的植物，是中国的特有植物。分布于中国大陆的四川等地，生长于海拔3,450米至4,000米的地区，目前尚未由人工引种栽培。